# Waasmunster
Waasmunster är en kommun i Belgien.   Den ligger i provinsen Östflandern och regionen Flandern, i den centrala delen av landet, 40 km nordväst om huvudstaden Bryssel. Antalet invånare är 10 483.
Trakten runt Waasmunster består till största delen av jordbruksmark. Runt Waasmunster är det tätbefolkat, med 613 invånare per kvadratkilometer.